# Aeroporto de Umuarama
Aeroporto de Umuarama är en flygplats i Brasilien.   Den ligger i kommunen Umuarama och delstaten Paraná, i den södra delen av landet, 1 100 km sydväst om huvudstaden Brasília. Aeroporto de Umuarama ligger 470 meter över havet.
Terrängen runt Aeroporto de Umuarama är huvudsakligen platt. Aeroporto de Umuarama ligger uppe på en höjd. Närmaste större samhälle är Umuarama, 3,8 km norr om Aeroporto de Umuarama.